# Термідоріанський переворот
Термідоріанський переворот — державний переворот 27/28 липня 1794 (9 термідора 2-го року за республіканським календарем) у Франції, що призвів до повалення якобінської диктатури і встановлення Директорії (1795-1799).

## Передумови
Терор якобінців виснажив Францію. Якобінцям не потрібні були ні промисловість, ні наука. Засуджуючи до страти Лавуазьє, голова трибуналу Коффіналь-Дюбай заявив: «Республіці не потрібні вчені». Культ Робесп'єра відштовхував. Невдоволені диктатурою були навіть ті, хто донедавна підтримували революцію. Буржуазія прагнула повернутися до спокійного життя — адже усі її вимоги вже давно були виконані, і тепер вона лише ризикувала втратити здобуте. Простолюд обурювався дорожнечею і нестачею хліба. Ворогів у Робесп'єра вистачало навіть серед соратників-монтаньярів, які не хотіли чекати, коли і їх оголосять «ворогами революції» та засудять до страти.

## Заколот
За іронією долі змову проти «Непідкупного» влаштували комісари, які відзначилися особливою жорстокістю в проведенні репресій на півдні Франції, — Поль Баррас, Жан Тальєн і Жозеф Фуше. Обіцянкою припинити терор вони перетягнули на свій бік депутатів. Початком перевороту вважається рішення Комітету громадського порятунку ув'язнити лідерів якобінців Максиміліана Робесп'єра, Сен-Жюста та їхніх спільників. 9 термідора II року Республіки за революційним календарем — тобто 27 липня 1794 року — просто під час виступу в Конвенті Робесп'єра заарештували, а на другий день, разом із найближчими спільниками, стратили. Гільйотина чекала також найненависніших суддів революційного трибуналу  — надалі столицею республіки керували ради окремих районів. Загалом було страчено 117 якобінців.
Якобінський клуб закрили, з монтаньярами просто на вулицях розправлялися зграї «золотої молоді» — заможних нероб, що відчули свою безкарність. Але терор Конвент і справді припинив — як і обіцяли змовники.
Час від перевороту до встановлення влади Директорії на чолі з Баррасом в літературі отримав назву «Термідоріанської реакції».